# رابرت اچ مک‌نات
رابرت اچ مک‌نات (انگلیسی: Robert H. McNaught؛ زادهٔ ۱ ژانویهٔ ۱۹۵۶) اخترشناس استرالیایی - بریتانیایی در مدرسهٔ اخترشناسی و اخترفیزیک دانشگاه ملی استرالیا است. او در همکاری با دیوید اشر در رصدخانه آرما در ایرلند شمالی نیز هست. سیارک کمربند اصلی ۳۱۷۳ مک‌نات که توسط ادوارد باول در رصدخانهٔ ایستگاه اندرسون مسا کشف شده بود، به‌دنبال توصیهٔ دیوید سرجنت بنام «مک‌نات» نامگذاری شده‌است.

## کارها
مک‌نات یک کاشف پرکار سیارک‌ها و دنباله‌دارها است که به‌عنوان «بزرگ‌ترین کاشف دنباله‌دار جهان» توصیف شده‌است. او دنباله‌دار بزرگ C/2006 P1 را در ۷ اوت ۲۰۰۶ کشف کرد؛ درخشان‌ترین دنباله‌دار در چندین دههٔ گذشته، که به راحتی با چشم غیرمسلح برای ناظران نیمکره جنوبی قابل مشاهده شد. SSS تنها بررسی حرفه‌ای و ماهرانه اشیاء نزدیک به زمین در نیمکره جنوبی بود. این نظرسنجی در سال ۲۰۱۳ پس از اتمام بودجه به پایان رسید.
مک‌نات قبلاً از سال ۱۹۹۰ تا ۱۹۹۶ روی بررسی سیارک‌های نزدیک به زمین انگلیسی-استرالیایی کار کرده بود.